# George C. Marshall Europäisches Zentrum für Sicherheitsstudien
Das George C. Marshall Europäisches Zentrum für Sicherheitsstudien ist ein deutsch-amerikanisches sicherheits- und verteidigungspolitisches Studienzentrum auf Universitätsniveau mit Sitz in Garmisch-Partenkirchen. Träger sind das Verteidigungsministerium der Vereinigten Staaten und das deutsche Bundesministerium der Verteidigung. Der deutsche Anteil ist truppendienstlich dem Streitkräfteamt unterstellt.

## Namensgeber
Das Zentrum wurde nach dem Friedensnobelpreisträger George C. Marshall benannt, dessen visionärer Marshallplan (European Recovery Program) nach dem Zweiten Weltkrieg die wirtschaftlichen Grundlagen für die friedliche Entwicklung Europas schuf.

## Aufgabe
Aufgabe des Marshall Centers ist die Schaffung eines stabilen Sicherheitsumfelds durch die Förderung demokratisch verankerter Institutionen und Beziehungen insbesondere im Bereich der Verteidigungspolitik, durch die Unterstützung der aktiven, friedlichen Zusammenarbeit im Bereich der Sicherheit und die Festigung dauerhafter Partnerschaften unter den Nationen Nordamerikas, Europas und Eurasiens.
Zur Verwirklichung dieses Ziels bietet das Zentrum Lehrgänge sowie Konferenzen und auswärtige Programme (sogenannte „outreach programs“) für Militärangehörige und zivile Regierungsvertreter aus Europa, Eurasien, Nordamerika und anderen Regionen an. Die circa 35 Angehörigen seines Lehrkörpers kommen aus 10 Partnerländern – aus den Vereinigten Staaten und Deutschland, aus Österreich, Kanada, Litauen, Frankreich, Italien, Albanien, Australien und Großbritannien.

## Geschichte

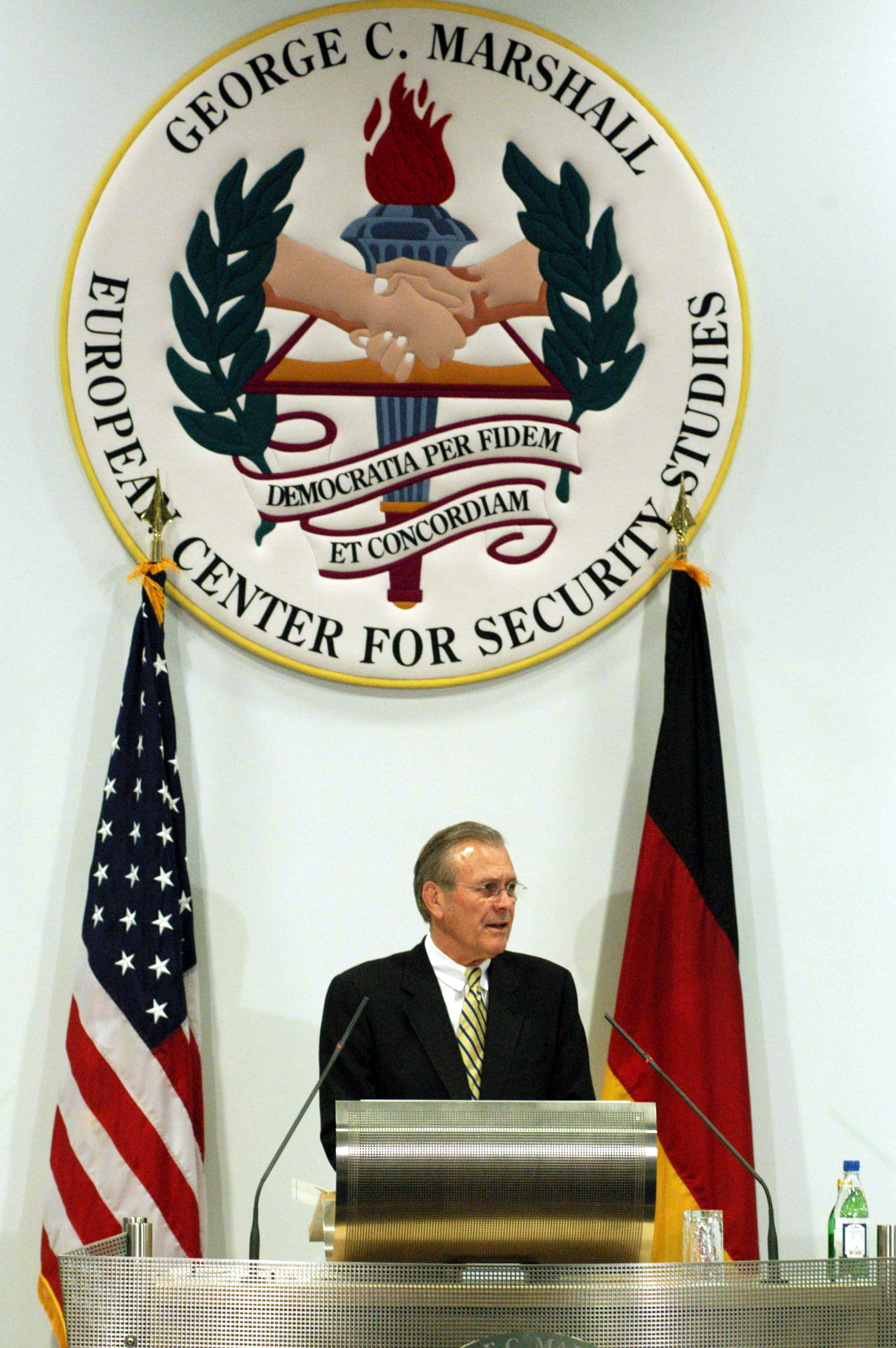
US-Verteidigungsminister Donald Rumsfeld 2003 im George C. Marshall European Center for Security Studies (DOD photo)

Die Notwendigkeit einer Einrichtung wie des Marshall Centers wurde von Verteidigungsexperten im Zusammenhang mit dem gescheiterten Putsch in Russland vom August 1991 erkannt. Das United States European Command (EUCOM) begann mit der Ausarbeitung von Vorschlägen zur Ausweitung der Kontakte in den Bereichen Verteidigung und Sicherheit zu den jungen Demokratien in Mittel- und Osteuropa. Ziel war es, einen positiven Einfluss auf die Entwicklung demokratischer Sicherheitsstrukturen zu nehmen. Im Februar 1992 wurde dem damaligen Vorsitzenden der Vereinigten Stabschefs, General Colin Powell, der Vorschlag unterbreitet, die Räumlichkeiten des ehemaligen Russischen Instituts der US-Army zu nutzen und dort ein Europäisches Zentrum für Sicherheitsstudien einzurichten, an dem rasch Möglichkeiten zur Zusammenarbeit mit Organisationen des Verteidigungssektors europäischer und eurasischer Staaten geschaffen werden sollten.
Der Plan wurde am 17. März 1992 genehmigt. Der Stellvertretende Verteidigungsminister für politische Angelegenheiten, Paul Wolfowitz, billigte den EUCOM-Vorschlag noch im Sommer, und die Stäbe begannen mit der Entwicklung einer Satzung für das geplante Zentrum.
Im November 1992 unterzeichnete US-Verteidigungsminister Dick Cheney die Direktive 5200.34 des Verteidigungsministeriums, die die Grundlage für die Schaffung des Europäischen George C. Marshall Zentrums für Sicherheitsstudien als einer Einrichtung des Kommandos Europa der US-Streitkräfte bildete. Durch die Unterzeichnung der Regierungsvereinbarung am 2. Dezember 1994 zwischen dem Hauptquartier EUCOM und dem Bundesministerium der Verteidigung wurde das Marshall Center ein deutsch-amerikanisches Partnerschaftsprojekt.
Am 5. Juni 1993 wurde das Marshall Center durch den Oberkommandierenden von EUCOM, General John M. Shalikashvili, feierlich eingeweiht. Das Zentrum erhielt den Auftrag zur Stabilisierung und damit Stärkung Europas nach dem Ende des Kalten Krieges. Der deutsche Verteidigungsminister Volker Rühe und sein amerikanischer Amtskollege Les Aspin hielten die Festreden.
1997 wurde hier eine nach Manfred Wörner, NATO-Generalsekretär und Bundesverteidigungsminister, benannte Wörner Hall eingeweiht.
Am 11. Juni 2003 feierte das Marshall Center seinen 10. Geburtstag. Der US-amerikanische Verteidigungsminister Donald Rumsfeld und sein deutscher Amtskollege Peter Struck hielten die Festreden. Neun weitere Verteidigungsminister der Region nahmen an den Feierlichkeiten teil.
Seit seiner Gründung setzt sich das Marshall Center im Rahmen seines festen Kursangebots und seiner Outreach-Programme mit den wichtigsten Sicherheitsfragen Europas, Eurasiens und Nordamerikas auseinander. Das Marshall Center stellt sich den neuen Sicherheitsherausforderungen des 21. Jahrhunderts und hat dafür das Kursangebot mit drei neuen festen Kursen seit 2004 kontinuierlich ausgebaut. Beim Umgang mit diesen Fragen liegt der Schwerpunkt auf der internationalen, institutionsübergreifenden und interdisziplinären Kooperation.

## Liegenschaften

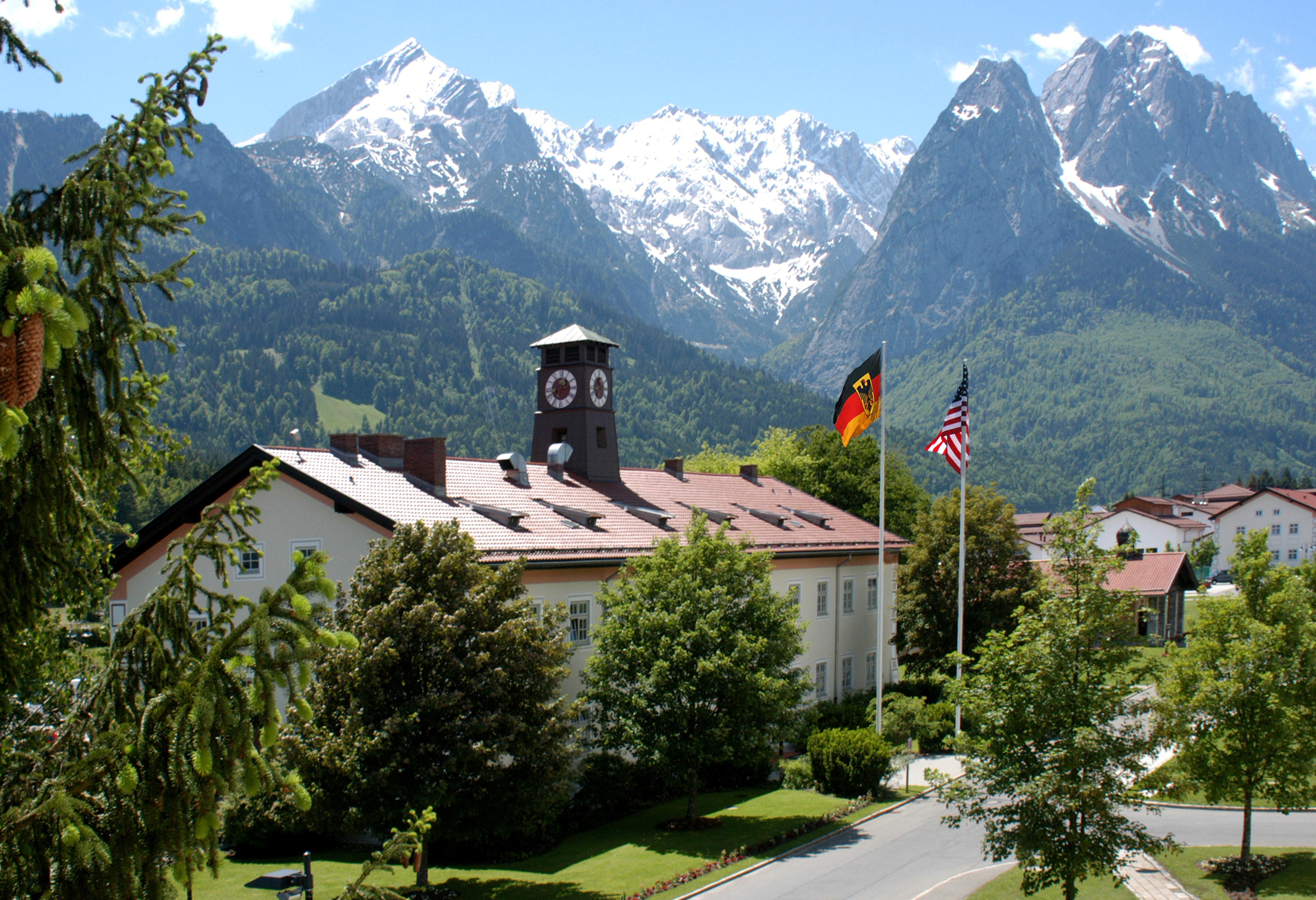
Blick auf die Wörner Hall, Gebäude 109 des Marshall Centers (DOD photo)

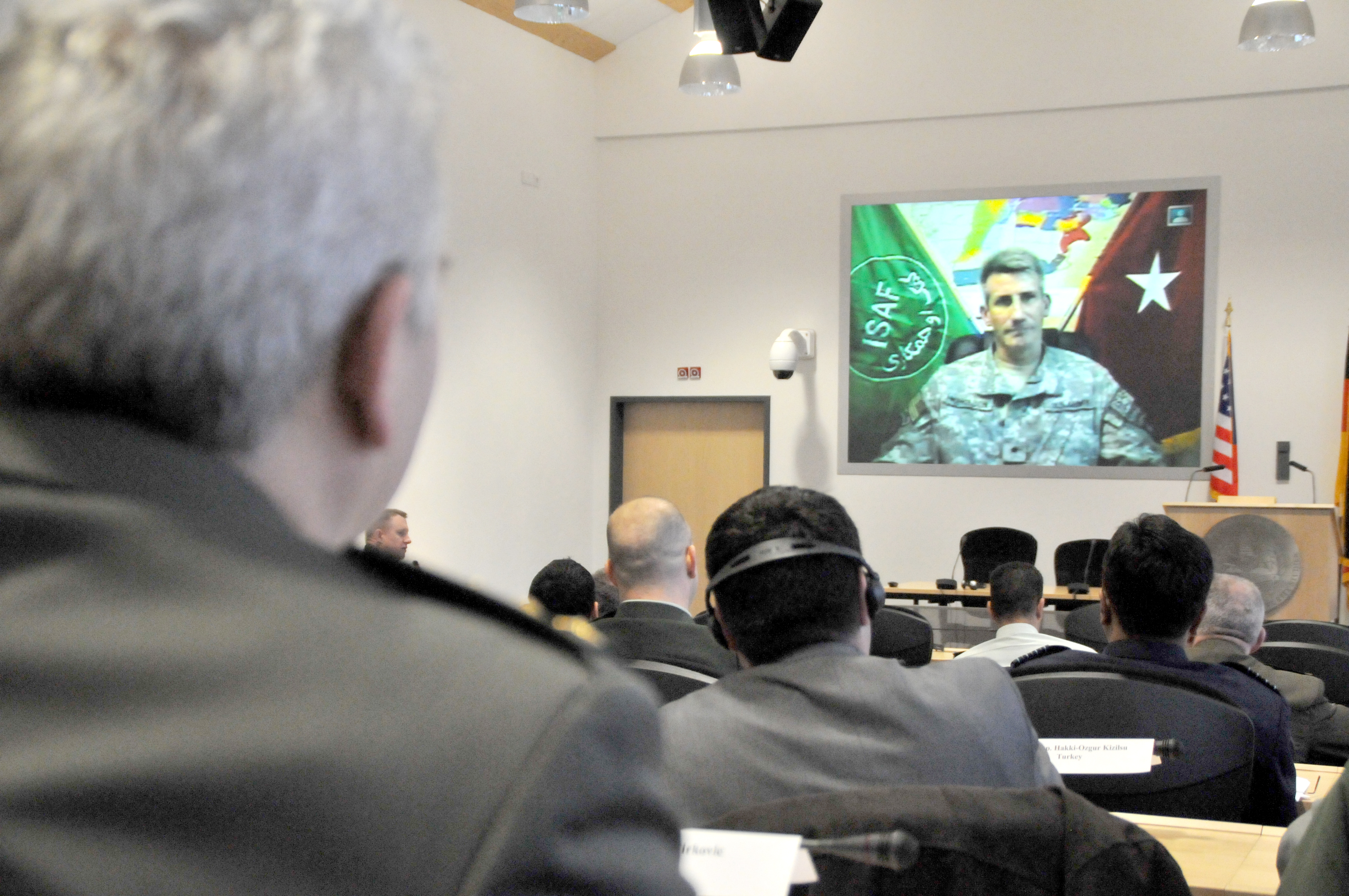
Programmteilnehmer am Marshall Center bei einer Video-Telekonferenz mit Brigadegeneral John Nicholson, Jr. am 11. März 2009 (DOD photo)

Das Marshall Center befindet sich in Garmisch-Partenkirchen, genau wie das im September 2004 eröffnete Erholungszentrum Edelweiss Lodge and Resort im Eigentum des US-Verteidigungsministeriums. Sowohl das Marshall Center als auch das Edelweiss-Hotel werden von der Garnison der US-Army in Garmisch bewacht, die vom Kommando Standortmanagement Europa verwaltet wird.
Das Marshall Center ist in den Sheridan- und Artillery Kasernen (früher: Krafft-von-Dellmensingen-Kaserne) untergebracht. Die Sheridan-Kaserne, ursprünglich Jäger-Kaserne, wurde 1937 für die Wehrmacht gebaut. 1945 nutzte das US-Heer die Kaserne zum ersten Mal als ein Kriegsgefangenenlager für Offiziere. Von 1960 bis 1992 hatte die 1. Gebirgsdivision der Bundeswehr hier ihr Hauptquartier. Die Kaserne beherbergte später Angehörige der in Garmisch stationierten US-Streitkräfte, das Hauptquartier des Armed Forces Recreation Center und ab Mai 1964 das spätere United States Russian Institute. Im Juni 1992 wurden die Räumlichkeiten dem neu gegründeten George C. Marshall Center übergeben.

## Lehrgänge
Das Marshall Center College of International and Security Studies (College für Internationale Studien und Sicherheitsstudien) bietet zum Themenbereich grenzüberschreitende, regionale und internationale Sicherheit zwölf Programme vor Ort sowie auswärtige Programme und Veranstaltungen für Absolventen an. Aufgrund der COVID-19-Pandemie werden inzwischen auch virtuelle Veranstaltungen durchgeführt. Auf der Marshall Center Website sind alle Präsenzprogramme, auswärtigen Veranstaltungen und Veranstaltungen für ehemalige Teilnehmer aufgelistet:
- Das Forum für Angewandte Sicherheitsstudien - Fähigkeitsaufbau (englisch Program on Advanced Security Studies – Capacity Building oder kurz PASS-CB) ist das Aushängeschild unter den Lehrgängen am Marshall Center. Dieser zehnwöchige Intensivlehrgang für zivile Regierungsvertreter und Militärangehörige vermittelt Studieninhalte auf universitärem Niveau in den Bereichen Sicherheitspolitik, Verteidigungsangelegenheiten, internationale Beziehungen sowie zu anderen verwandten Themen wie Völkerrecht und Bekämpfung des Terrorismus. Das Forum umfasst Kernseminare und vertiefende Wahlpflichtseminare (Advanced Seminars) mit Pflichtlektüre, Seminar- und Podiumsdiskussionen, Rollenspielen und einer einwöchigen Studienreise, in deren Verlauf die Teilnehmern erfahren, wie das theoretische Wissen in der Politik angewandt wird.
- Das Forum Terrorismus und Sicherheit (PTSS) behandelt zahlreiche Aspekte einer Bedrohung, mit der die Staaten auf der ganzen Welt konfrontiert sind. Der fünfwöchige Lehrgang richtet sich an Regierungsvertreter, Polizeikräfte und Militärangehörige, die gegenwärtig auf mittlerer oder gehobener Ebene weltweit im Bereich Terrorbekämpfung tätig sind. Der Lehrgang konzentriert sich auf Ansätze und Maßnahmen, die Staaten eine effektive Bekämpfung des Terrorismus ermöglichen, zugleich aber auch im Einklang mit den grundlegenden Werten einer demokratischen Gesellschaft stehen. Die Teilnehmer erarbeiten eine gemeinsame Definition von Terrorismus und knüpfen Kontakte, die ihnen helfen, dieses komplexe Problem in einem internationalen Umfeld zu bewältigen.
- Das Seminar für Höhere Führungskräfte (SES) ist ein achttägiger Intensivlehrgang, in dem sich hochrangige politische Entscheidungsträger intensiv mit hochaktuellen Themen der internationalen Sicherheit auseinandersetzen. Zu den Teilnehmern zählen Generäle, hochrangige Diplomaten, Botschafter, Minister, stellvertretende Minister und Parlamentarier. Jedes SES ist einem spezifischen Thema gewidmet und umfasst Vorträge von hochrangigen Regierungsvertretern und anerkannten Experten, gefolgt von Diskussionen in Seminargruppen.
- Das Forum für Zivile Sicherheit im Transatlantischen Raum (STACS) vermittelt nationalen Sicherheitsexperten aus Europa, Eurasien und Nordamerika einen detaillierten Einblick, wie Länder effektiv innerstaatliche Sicherheitsprobleme mit regionalen und internationalen Auswirkungen bewältigen können. Der dreiwöchige Lehrgang befasst sich mit der Praxis der Gewährleistung von Innerer Sicherheit sowie der Vermeidung von, Vorbereitung auf – und der Bewältigung von Folgen innerstaatlicher Krisen und Katastrophen auch im regionalen Kontext. Der STACS-Kurs richtet sich an Militärangehörige und Regierungsvertreter, die für Programme und Maßnahmen zur Inneren Sicherheit verantwortlich sind, sowie an Vertreter von zwischenstaatlichen Organisationen und Nichtregierungsorganisationen, die sich mit dem Bereich Innere Sicherheit befassen.
- Das Forum für Stabilität und Wiederaufbau (SSTaR) behandelt die Fragen, warum und wann Stabilisierungs- und Wiederaufbaueinsätze (SSTR) im globalen Sicherheitsumfeld notwendig sind und wie sich ein Land produktiv daran beteiligen kann. Dieser dreiwöchige Lehrgang richtet sich an Militärangehörige der gehobenen Führungsebene sowie an Beamte (Oberstleutnant, Oberst bzw. zivile entsprechend), die in Ministerien und Einrichtungen für die Planung und Durchführung von solchen Operationen verantwortlich sind. Der Lehrgang soll den Wissensstand und das Fähigkeitsprofil der Teilnehmer erweitern, damit sie bei gegenwärtigen und zukünftigen Operationen dieser Art in ihrem Land beratend tätig sein können.

Das Marshall Center bietet außerdem fachbezogene Sprachkurse sowie einen Sprachkurs zur Thematik Sicherheitsstudien und einen Sprachkurs zur Thematik Bekämpfung des Terrorismus in Verbindung mit dem PASS und dem PTSS an.

## Alumni
Das Absolventennetzwerk des Marshall Centers unterstützt Veranstaltungen in Partnerländern, den Austausch mit Fachleuten per Internet und besondere Angebote für ausgewählte Absolventen. Viele dieser Aktivitäten werden in Zusammenarbeit mit den Alumniverbänden des Marshall Centers durchgeführt.
Über das Marshall Center Alumni-Portal können die Absolventen Artikel und Berichte aus Fachzeitschriften aus dem Bestand der Bibliothek einsehen, ihre eigenen Aufsätze und Arbeiten veröffentlichen, aktuelle sicherheitspolitische Themen diskutieren und über Links zu anderen Seiten von aktuellem Interesse gelangen. Das Portal enthält auch ein suchbares Absolventenverzeichnis, das vom Alumni-Büro gepflegt wird.
Als besonderes Angebot für ausgewählte Absolventen können Experten für Sicherheitsfragen als Angehörige einer Interessensgemeinschaft nach Garmisch zurückkehren, um sich mit anderen Ehemaligen auszutauschen und mit ihnen in ihrem jeweiligen Fachbereich zusammenzuarbeiten. Absolventen, die sich in Wissenschaft und Forschung besonders ausgezeichnet haben, können zudem als Stipendiaten an das Marshall Center zurückkehren und unter der Anleitung von dortigen Dozenten Forschungsarbeit betreiben.
Das Marshall Center unterstützt von Absolventen durchgeführte Veranstaltungen, wie etwa runde Tische zum Thema Sicherheitskooperation, in deren Rahmen Sicherheitsexperten in ministerienübergreifenden Foren zentrale Sicherheitsfragen diskutieren können. Zum März 2009 waren 199 Absolventen der Marshall-Center-Lehrgänge in den folgenden Positionen tätig:
Parlamentssprecher: 1
Parlamentsabgeordnete: 56
stellvertretende Minister: 28
Minister: 11
Verteidigungschef: 9
Botschafter: 94

## Auswärtige Aktivitäten
In enger Abstimmung mit dem Lehrinstitut für Sicherheits- und Verteidigungspolitik plant, entwickelt und führt die Abteilung für Outreach-Aktivitäten jedes Jahr mehr als 100 Veranstaltungen für Teilnehmer in den Partnerländern durch, die nicht die Möglichkeit haben, an Lehrgängen in Garmisch-Partenkirchen teilzunehmen.
Konferenzen und Workshops: Das Marshall Center organisiert etwa 20 Konferenzen und Workshops pro Jahr. Sie umfassen normalerweise drei bis vier Arbeitstage und bieten Gelegenheit zu einem gezielten Austausch von Informationen und Auffassungen zwischen Fachleuten und politischen Entscheidungsträgern. Als Ergebnis wird ein zusammenfassender Bericht mit konkreten Empfehlungen zur politischen Umsetzung erstellt. Konferenzen und Workshops finden mit Teilnehmern aus einem Land oder im multinationalen regionalen Rahmen entweder in Deutschland oder in einem der teilnehmenden Länder statt.
Seminare durch Regionale Ausbildungsteams: Teams des Lehrkörpers des Marshall Centers führen regelmäßig speziell ausgerichtete externe Seminare (RETS) durch. RETS sind üblicherweise fünftägige interaktive Lehrgänge für 20 bis 50 Teilnehmer, die sich intensiv mit speziell angefragten Themen auseinandersetzen. Momentan werden die folgenden Themenkreise angeboten: Terrorismus, Friedens- und Stabilitätseinsätze, NATO, Euroatlantische Sicherheit und Aufbau von Verteidigungsinstitutionen.
Redner-Pool: Dozenten des Marshall Centers halten Vorträge zu einer Reihe von aktuellen Themen aus dem Bereich Sicherheit, wie beispielsweise Regionale Sicherheit, Friedens- und Stabilitätseinsätze, Terrorismus, Grenzsicherheit, Bekämpfung von organisiertem Verbrechen und Korruption, Nachrichtendienste, Völkerrecht und Verteidigungstransformation. Es stehen Redner für Vorträge in Englisch, Deutsch, Russisch und verschiedenen anderen regionalen Sprachen zur Verfügung.

## Weitere Programme
Ebenfalls im Marshall Center untergebracht ist das Ausbildungsprogramm für Offiziere für Auslandsfachverwendungen im eurasischen Raum (FAO) und das Europäische Sprachlehrzentrum für Partnerstaaten (PLTCE).
Im Rahmen des FAO-Programms werden US-Offiziere und Offiziere aus NATO-Staaten zu führenden regionalen Experten im eurasischen Raum ausgebildet und auf Verwendungen in wichtigen militärpolitischen Positionen in ganz Eurasien vorbereitet. Dabei bietet jedes FAO-Programm eine maßgeschneiderte und individuelle Ausbildung an. Die meisten FAOs leben, arbeiten und reisen 12 bis 18 Monate lang in Eurasien und nehmen an Aktivitäten des Marshall Centers teil. Nach Beendigung des Programms folgen Verwendungen an amerikanischen Botschaften in der Region, bei den wichtigsten Einsatzhauptquartieren der NATO und der USA sowie Verlegungen in zahlreiche Einsätze weltweit.
Das PLTCE führt Sprachkurse in mehr als zehn Sprachen und Dialekten für militärische und zivile Sprachmittler aus den USA, den NATO- und PfP-Staaten durch. Ferner bietet es für die internationalen Teilnehmer des festen Kursangebots des Instituts für Sicherheits- und Verteidigungspolitik Kurse für Englisch und Deutsch als Fremdsprache an.
Darüber hinaus ist das Sekretariat des Konsortiums „Partnerschaft für den Frieden“ der Verteidigungsakademien und Institute für Sicherheitsstudien am Marshall Center untergebracht. Ziel dieser internationalen Organisation ist die Stärkung der verteidigungsrelevanten und militärischen Bildung und Forschung durch die Förderung der Zusammenarbeit zwischen Institutionen und Nationen.

## Forschungsbibliothek
Die Forschungsbibliothek des Marshall Centers unterstützt die Ausbildungs-, Informations-, Forschungs- und Outreach-Programme des Zentrums. Das Bibliothekspersonal leistet Lehrkräften, Angestellten, Kursteilnehmern und Absolventen professionelle Hilfe bei Recherche und Suche in den drei Arbeitssprachen Russisch, Deutsch und Englisch. Die Forschungsbibliothek wurde von der Library of Congress in der Kategorie „Kleinere Bibliotheken“ zur Bibliothek/Informationszentrum des Jahres 2006 ernannt.
Die Bestände der Bibliothek waren ursprünglich als Bestandteil des früheren Russlandsinstituts des US-Heeres aufgebaut worden. Dieser einzigartige Materialbestand aus dem Kalten Krieg war die Basis der Forschungsbibliothek zum Gründungszeitpunkt des Marshall Centers 1993. Zu den unüblicheren Beständen gehören nicht nur gebundene Bände führender russischer Tageszeitungen wie Iswestija, Krasnaja Swesda und Prawda aus den Jahren 1948 bis 1985, sondern auch russische Enzyklopädien aus dem frühen 20. Jahrhundert. Heute kann die Bibliothek mehr als 55.000 Bücher in Russisch, Englisch und Deutsch, 300 Abonnements aktueller Periodika, 1200 regelmäßig erscheinende Titel auf Papier und Mikrofilm sowie einen Bestand an speziellen Dokumenten und Berichten ihr Eigen nennen.
Die Bibliothek ist Teil des Military Education Research Library Network (MERLN), das von der National Defense University Library unter gepflegt wird. Die Seite enthält Links zu digitalisierten Sammlungen, Online-Ressourcen und elektronischen Veröffentlichungen der Mitglieder des Netzes. Der Katalog der MERLN-Gruppe bietet leichten Zugang zu den Beständen der größten Bibliotheken des US-Militärs.

## Publikationen
Die Marshall Center Schriftenreihe „Occasional Papers“ publiziert aktuelle Beiträge von Gelehrten und Sicherheitsexperten aus dem politisch-militärischen Bereich. Die „Occasional Papers“ werden von den Dozenten und vom Forschungspersonal des Marshall Centers, von Absolventen und Gastautoren verfasst.
Die Marshall Center Reihe „Security Insights Papers“ umfasst kurze Artikel zu wichtigen aktuellen Fragen der Verteidigung und Sicherheit. Diese Schriftenreihe ist auf die Bedürfnisse politischer Entscheidungsträger, ihrer Berater und aller anderen ausgerichtet, die nach knappen Zusammenfassungen und Analysen zu aktuellen Sicherheitsthemen suchen. Diese Artikel werden im Allgemeinen von den Dozenten und Mitarbeitern des Marshall Centers verfasst.
Schwerpunkt der Marshall Center Papers, der ursprünglichen Schriftenreihe des Marshall Centers, waren vergleichende und interdisziplinäre Themen. Sie sind nach wie vor online erhältlich.
Darüber hinaus hat die Forschungsabteilung vier Forschungsstudien in Buchlänge veröffentlicht.

## Andere Regionalzentren für Sicherheitszusammenarbeit
Das Marshall Center ist eine von fünf Einrichtungen für sicherheitspolitische Studien mit regionalem Schwerpunkt, die alle von der US-Verteidigungsbehörde für Sicherheitszusammenarbeit (Defense Security Cooperation Agency) verwaltet werden. Die anderen vier sind:
- Das Africa Center für Strategische Studien (ACSS)[11]  kümmert sich um strategische Grundsatzfragen der US-Politik in Afrika. Es bietet Programme an, fördert das Bewusstsein über und den Dialog zu den strategischen Prioritäten der USA sowie zu afrikanischen Sicherheitsfragen, bemüht sich um den Aufbau anhaltender, vertrauensvoller Beziehungen mit der militärischen und zivilen Führung Afrikas und unterstützt die amerikanischen politischen Entscheidungsträger bei der Gestaltung einer wirksamen Afrikapolitik unter anderem dadurch, dass es ihnen den afrikanischen Blickwinkel nahebringt.
- Das Asia-Pacific Center für Sicherheitspolitische Studien (APCSS)[12] wurde am 4. September 1995 offiziell in Honolulu, Hawaii, eröffnet. Das APCSS ist ein regionales Studien-, Konferenz- und Forschungszentrum, dessen friedlicher Auftrag lautet, die Sicherheitszusammenarbeit im Asien-Pazifik-Raum über Ausbildungsprogramme für Führungskräfte, den Austausch unter Fachleuten und sicherheitspolitische Forschung zu verbessern. Das Zentrum ist eine zentrale Anlaufstelle für nationale Regierungsvertreter, Entscheidungsträger und Politiker, die Ideen austauschen, drängende Fragen diskutieren und ein größeres Verständnis von den Herausforderungen, die das Sicherheitsumfeld in der Asien-Pazifik-Region ausmachen, erwerben möchten.
- Das Center for Hemispheric Defense Studies (CHDS)[13] ist ein führendes regionales Forum, das verteidigungs- und sicherheitspolitische Bildung auf strategischer Ebene vermittelt, Forschungsarbeiten unterstützt und den Dialog über die Gestaltung einer effektiven Sicherheitspolitik in der westlichen Hemisphäre fördert. Zu den zivilen und militärischen Absolventen des CHDS und den Partnerinstitutionen gehören einflussreiche Gruppen, die auf ein stabiles internationales Sicherheitsumfeld hinarbeiten, das von einer engeren Zusammenarbeit geprägt ist.
- Das Near East-South Asia Center (NESA)[14] soll zu einer erhöhten Stabilität im Nahen Osten und in Südasien beitragen, indem es ein akademisches Umfeld bereitstellt, in dem militärische und zivile Verantwortliche aus der Region und aus den Vereinigten Staaten strategische Fragen diskutieren, ihre Kenntnisse vertiefen, ihre Partnerschaften festigen, sowie verteidigungsrelevante Entscheidungsprozesse und die Zusammenarbeit verbessern können.

## Direktoren (Auswahl)
- Brigadegeneral a. D. John P. Rose: von 2002 bis 2012
- Generalleutnant a. D. Keith W. Dayton: von 2012 bis 2021
- Generalmajor a. D. Barre R. Seguin: ab Juni 2021

## Stellvertretende Direktoren (Auswahl)
Deutsche Stellvertretende Direktoren (Auswahl)
- Generalmajor a. D. Franz Werner
- Generalmajor a. D. Hermann Wachter
- Brigadegeneral a. D. Johann Berger: von 2015 bis 2019
- Brigadegeneral a. D. Rolf Wagner: ab Oktober 2022

U.S. Stellvertretende Direktoren (Deputy director) (Auswahl)
- Ben Reed

- Brigadegeneral a. D. Tim McAteer: ab März 2022

## Mitarbeiter (Auswahl)
- Hans-Hubertus Mack: Dozent für Sicherheitspolitik
- Jürgen Rose: von 1995 bis 1998 wissenschaftlicher Mitarbeiter
- Martha McSally: Dozentin
- Sabine Collmer: Professor of International Security Studies